# 八木蒔駅
八木蒔駅（やきまきえき）は、かつて茨城県行方市八木蒔にあった鹿島鉄道鹿島鉄道線の駅である。2007年（平成19年）、鹿島鉄道線の営業廃止にともない廃駅となった。

## 歴史
- 1931年（昭和6年）2月1日：鹿島参宮鉄道の駅として開業[2]。
- 1943年（昭和18年）12月23日：休止。
- 1951年（昭和26年）10月1日：営業再開。
- 1965年（昭和40年）6月1日：鹿島参宮鉄道と常総筑波鉄道が合併して関東鉄道が発足。同社の鉾田線の駅となる[3]。
- 1979年（昭和54年）4月1日：鉾田線が鹿島鉄道に分社化、鹿島鉄道線の駅となる[3]。
- 2007年（平成19年）4月1日：廃止[3]。

## 駅構造
単式ホーム1面1線を有する地上駅であり、無人駅であった。ホームは線路の北東側に設置されており、ホーム上には簡易な待合室が置かれていた。

## 駅周辺
国道からわずかに入った場所であるが、切通しの中に位置し、周囲は静かな場所である。
- 霞ヶ浦
- 国道355号

## 隣の駅
鹿島鉄道
■鹿島鉄道線
桃浦駅 - 八木蒔駅 - 浜駅